# 바오딘
바오딘(베트남어: Bảo Định / 寶定 보정 / 1592년 12월 ~ 1593년 1월)은 베트남 막 왕조(莫朝) 제6대 군주 막낀찌(莫敬止)의 첫번째 연호이다.

## 개원
- 부안(武安) 원년(1592년) 12월에 막낀찌의 칭제 후, 연호를 바오딘(寶定)으로 개원함.[1][2]

- 바오딘(寶定) 2년(1593년) 1월에 연호를 캉흐우(康佑)로 개원함.[1]

## 연대 대조표
| 바오딘 | 서기 (西紀) | 간지 (干支) | 후 레 왕조 연호 | 명나라 연호     |
| 원년   | 1592년      | 임진 (壬辰) | 꽝흥(光興) 15년 | 만력(萬曆) 20년 |
| 2년    | 1593년      | 계사 (癸巳) | 꽝흥 16년       | 만력 21년       |

## 동시대 연호

### 베트남
후 레 왕조(後黎朝)
- 꽝흥(光興) (1578년 ~ 1599년)

### 중국
명(明)
- 만력(萬曆) (1573년 ~ 1620년)

### 일본
- 분로쿠(文祿) (1592년 ~ 1596년)

## 같이 보기
- 베트남의 연호